# Policía Nacional de Haití

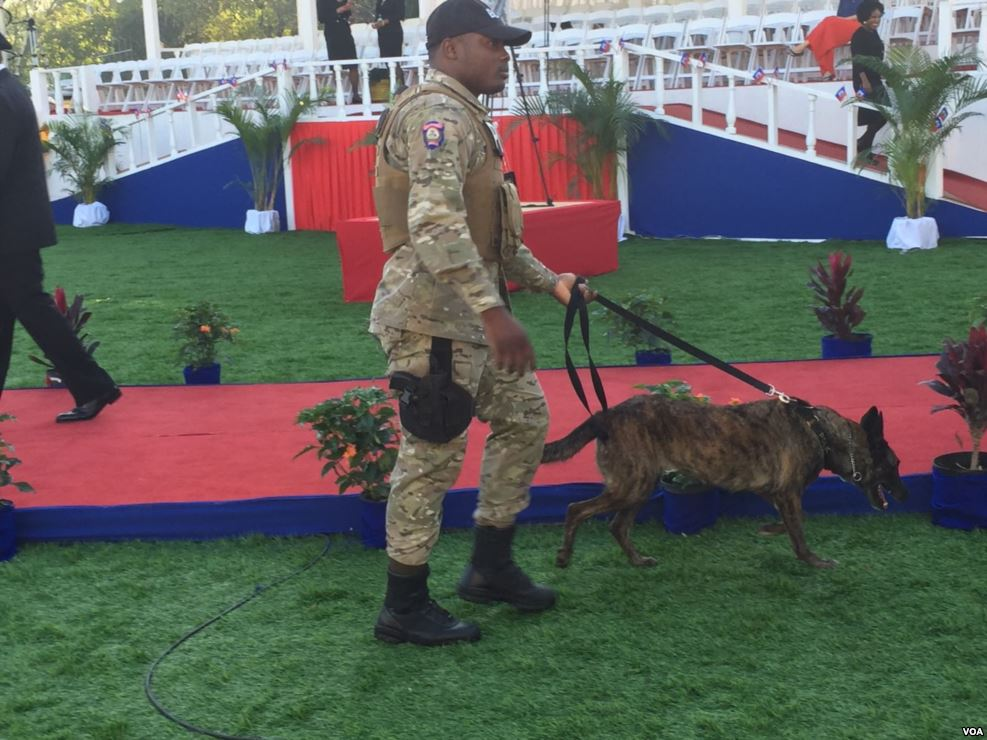
Un miembro de la unidad canina de la policía de Haití en la toma de posesión en 2017.

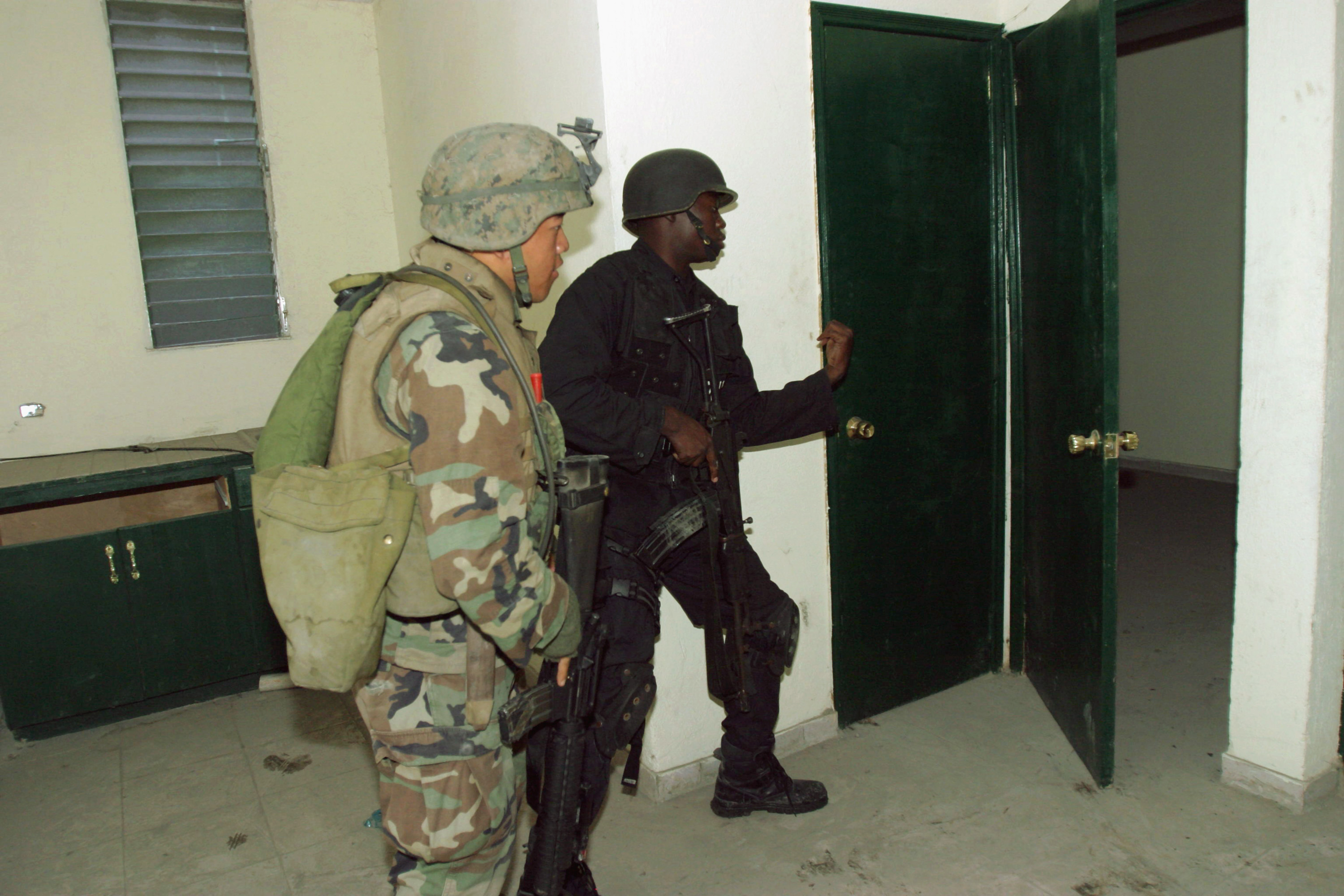
Un miembro del Grupo de Armas Especiales y Tácticas de la Policía Nacional de Haití (derecha) y un Marine de Los Estados Unidos (Izquierda) en un operativo de búsqueda un complejo de apartamentos en Puerto Príncipe en 2004.

La Policía Nacional de Haití (en francés: Police Nationale d’Haïti)  o PNH, es la fuerza policial y de defensa de Haití. Fue creada en 1995 para llevar la seguridad civil como se establece en la Constitución de Haití. Más de 8.500 policías han completado su formación en la aplicación de la ley moderna. Los instructores estadounidenses junto con instructores de Canadá, Brasil, Argentina, Chile y Francia han contribuido al entrenamiento.
El ICITAP (unidad de la División de lo Penal del Departamento de Justicia de los Estados Unidos) ha impartido capacitación especializada en áreas tales como control de multitudes, operación de armas de fuego y protección vip. Sus expertos también han trabajado estrechamente con el Gobierno haitiano para atender las necesidades materiales De la nueva fuerza; El ICITAP completó su misión y se retiró en septiembre de 2000.
La policía local se ha dividido en diferentes divisiones para enfrentar los muchos problemas que enfrenta Haití. Muchas de estas divisiones están especializadas para abordar delitos crónicos particulares que afectan a la nación, incluidos el secuestro, las drogas y las pandillas. La fuerza también tiene un  servicio de Guardacostas de Haití  y unidades Paramilitares. La Misión de Estabilización de las Naciones Unidas en Haití ha implementado una serie de planes para aumentar el tamaño de la fuerza policial a 14,000..

## Misión
La Policía Nacional de Haití proporciona seguridad pública y la Policía Judicial la aplicación de la ley en todo el territorio de la República de Haití.

## Fuerza
A principios de 2012, la institución contaba con alrededor de 10.700 agentes de policía mas unos  2.500 elementos de personal de apoyo. La ONU espera aumentar esos números a 12.000 en 2012. De acuerdo con un informe del secretario general de U.N. Ban Ki-moon, entre 2012 y 2013, Haití sufrió una caída del 21 por ciento de los homicidios de reversión de una tendencia de cinco años. Hubo una avalancha de secuestros en un 53 por ciento. Durante este marco de tiempo, la fuerza aumentó a 11,228

## Historia
Bajo Duvalier, la policía haitiana formaba parte del ejército de Haití y tenía 14.000 miembros organizados en la Policía de Puerto Príncipe y las Empresas de Seguridad Rural. Desde 1987, los sucesivos gobiernos intentaron reformarla según lo establecido por la constitución que fue creada para mantener la paz, hacer cumplir la ley y el orden de acuerdo con el estado de derecho, proteger a sus ciudadanos y detener a aquellos que violan la ley. Sin embargo, la policía, plagada de militarismo, faccionalismo y corrupción, es vista principalmente por los ciudadanos como represivos.
La Constitución de 1987 propone la creación de un cuerpo de policía separado y una nueva academia de policía bajo la jurisdicción del Ministerio de Justicia. Sin embargo, la evolución política en Haití desde 1987 ha impedido la aplicación de estos cambios. Sin embargo, la misión del cuerpo de policía era casi indistinguible de la misión FAd'H. La caracterización de la policía como corps armée (cuerpo armado) reforzó esta similitud en las misiones.
La única fuerza policial identificable en Haití operaba en Puerto Príncipe como parte de las fuerzas armadas. Esta fuerza de 1.000 miembros tenía pocas capacidades operacionales o técnicas, aunque era responsable de narcóticos y control de inmigración e investigaciones criminales. A finales de los años ochenta, la Oficina de Estupefacientes, comandada por un comandante del ejército, había adquirido cierta visibilidad y recursos propios, con un personal de aproximadamente veinticinco personas.
No había una verdadera policía rural. Las pequeñas guarniciones, que operaban bajo el mando del departamento militar, con cierta cooperación del jefe administrativo del gobierno central más bajo, jefe de sección, eran responsables de la seguridad rural. En efecto, los jefes de estas 562 secciones rurales comunales funcionaban como jefes de policía, como adjuntos de la infraestructura militar de la nación. Esta fusión de la administración civil y militar continuó siendo posible debido a la amplia gama de responsabilidades asignadas al Ministerio del Interior y la Defensa Nacional.
Después de 1986, las fuerzas armadas no lograron restablecer una fuerza policial nacional y MVSN y otros grupos de vigilantes y paramilitares pro-duvalier tenían el poder de las calles. Algunos observadores han argumentado que los vínculos entre el alto mando del ejército y los restos del MVSN han paralizado las reformas en el sistema judicial de Haití. Una ilustración de su punto fue la incorporación reportada de algunos miembros del MVSN en unidades FAd'H y algunos miembros del VSN, como agentes paramilitares vestidos de civil, en el Batallón Dessalines. Otros miembros del MVSN encontraron su camino en los cuadros de la fuerza de policía de Puerto Príncipe, particularmente en la Unidad de Investigación Criminal (Recheraches Criminelles—renamed in 1988 the Anti-Gang Investigations Bureau),Que tradicionalmente se encontraba en el cuartel de Dessalines. La desaparición del Batallón de Dessalines y de los Leopardos, el último de los cuales había servido como unidad especial de armas y tácticas de Haití, planteó en la primavera de 1989 interrogantes sobre el futuro de una fuerza de policía nacional.
El gobierno de Avril reportó cierto éxito en la lucha contra los abusos dentro de los servicios de seguridad, pero la violencia continuó siendo un problema serio. La inseguridad aumentó dramáticamente después de 1986 con la formación de grupos paramilitares ad hoc que tenían vínculos directos con el VSN y vínculos indirectos con los militares. Muchos de estos grupos paramilitares se involucraron en el bandolerismo sin motivación política. La situación de seguridad en las regiones rurales y en el nivel de jefe de sección permaneció incierta en 1989.
El historial de derechos humanos de los gobiernos post-Duvalier fue generalmente negativo. Un problema importante era la incapacidad, o la falta de voluntad, de los FAd'H de contener la violencia política doméstica. El gobierno y el personal militar aparentemente sancionaron y participaron en ataques contra políticos y otros activistas, particularmente durante el segundo gobierno de Namphy. El gobierno de Avril se jactó de un récord mejorado en esta área, pero a partir de mediados de 1989, se había mostrado incapaz de restaurar el orden.
Los militares y policías haitianos a menudo interrogaban brutalmente a los detenidos. Los jefes de secciones rurales, que ejercían un poder considerable dentro de sus jurisdicciones limitadas, acosaban arbitrariamente y abusaban físicamente de los ciudadanos, según algunos informes. En un esfuerzo por resolver este problema, Avril despidió a varios jefes de sección y emitió un decreto en diciembre de 1988 que puso fin a las designaciones de jefes de sección y propuso que se pusieran en funciones los puestos (véase Postura Urbana, Estancamiento Rural, capítulo 9).
En el sistema penitenciario prevalecían duras condiciones. La higiene, la alimentación y la atención de salud eran inadecuadas, y el personal de la prisión maltrataba regularmente a los internos. El gobierno de Avril cerró dos instalaciones estrechamente asociadas con la represión de los regímenes Duvalier— Fort Dimanche y el centro de detención de la Unidad de Investigación Criminal, ambos en Puerto Príncipe, debido a los abusos que se habían producido comúnmente allí.
Las turbulencias políticas entre 1986 y 1989 dieron como resultado la justicia popular y la violencia popular. Los medios de comunicación internacionales informaron sobre algo de esta violencia y presentaron escenas de cuerpos quemados o desmembrados. Es probable que las continuas violaciones de los derechos humanos atraigan críticas internacionales durante los años noventa. Sin embargo, las mejoras duraderas en la seguridad interna parecían improbables sin el establecimiento de instituciones civiles funcionales y alguna resolución del estatus de los ex miembros de los tonton makouts.
 
En 1995, Haití disolvió sus fuerzas armadas, que anteriormente prestaban servicios policiales en las zonas rurales y administraban la Policía de Puerto Príncipe.
Durante el segundo mandato del presidente Aristide (2000-2004), los nominados políticos asumieron varios cargos clave en la PNH. En muchos casos, estos nombramientos carecían de experiencia en materia de seguridad y comprometieron la neutralidad política de la fuerza. Después de que Aristide huyó del país, el presidente interino sacó 200 oficiales corruptos e inexpertos en un esfuerzo por mejorar la efectividad de la PNH. Se inició una nueva formación para enseñar a los agentes de policía cómo equilibrar las preocupaciones de seguridad y de derechos humanos. Sin embargo, numerosos problemas limitan la eficacia y fiabilidad de la PNH. Los antiguos militares ejercen una influencia considerable dentro de la policía y algunos han comenzado a presionar para el restablecimiento del ejército haitiano.
Desde su creación, la PNH ha sufrido de mala gestión, corrupción y falta de financiación. La MINUSTAH ha ayudado a compensar los déficits de la PNH desde que llegó a Haití en 2004. Muchas operaciones de seguridad han sido emprendidas conjuntamente por la PNH y la MINUSTAH. Sin embargo, la delincuencia desenfrenada y la violencia de pandillas siguen siendo el problema más inmediato que enfrentan las autoridades haitianas.

## Organización general
La PNH está encabezada actualmente por el Director General (jefe de policía) Michel-Ange Gedeon, nombrado por el presidente Privert por un período de tres años.
Aunque oficialmente forma parte de la fuerza policial, la Unidad de Seguridad Presidencial opera con su propio presupuesto y administración.

### Organización nacional
La organización nacional de la PNH es la siguiente:
- Dirección General de Policía Nacional de Haití o DGPNH (Dirección General de la Policía Nacional de Haití)
- Inspección General de la Policía Nacional de Haití o IGPNH (Inspector General de la Policía Nacional de Haití)
- Dirección de Renseignements Généraux o DRG (Dirección de la Información General)
- Gabinete del Director General de la Policía Nacional de Haití - CAB (Gabinete del Director General de la Policía Nacional de Haití)
- Direction du Développement Ou Commissariat au Plan o DDCP (Dirección de la Comisión de Desarrollo o Planificación

## Organizaciones controladas

### Servicios generales y administrativos
Dirección Central de l'Administración et des Servicios généraux o DCASG (Dirección Central de Administración y Servicios Generales) es responsable de los recursos humanos, las finanzas, la logística y las necesidades de la Policía Nacional de Haití incluye los siguientes componentes:
1. La Direction des Finances et de la Comptabilité (DFC) - La Dirección de Finanzas y Contabilidad
2. La Direction du Personnel (DP) - La Dirección de Personal
3. La Dirección de la Logística (DL) - La Dirección de Logística
4. La Dirección de Escuelas y de la Formación Permanente (DEFP) - La Dirección de Escuelas y Educación Continua
5. L'Administration Pénitentiaire Nationale (APENA) La Administración Penitenciaria Nacional

### Policía administrativa
Direction Centrale de la Police Administratrive o DCPA es el órgano encargado de diseñar e implementar medidas para salvaguardar la paz, la tranquilidad y el buen orden público . Los objetivos de la Policía Administrativa son: observar las leyes y reglamentos, prevenir la comisión de delitos y delitos contra el orden establecido, mantener el orden y restaurarlo cuando sea apropiado, la DCPA debe diseñar y tomar medidas para:
1. Asegurar la seguridad pública, proteger a las personas, la propiedad y las instituciones estatales.
2. Asegurar la salvaguardia de la paz, la tranquilidad y el buen orden público en todo el territorio nacional.
3. Garantizar la aplicación de la ley y en la rehabilitación cuando corresponda.
4. Canalizar, coordinar y supervisar el modo de operación de las comisiones territoriales descentralizadas en todo el país.
5. Brindar continuidad y en coordinación con otros departamentos relevantes necesita refuerzo en ciertos distritos de la vida sociopolítica del país.
6. mantener un registro nacional de detención y solicitar autorización para portar armas de fuego.

### Direcciones administrativas de la policía
1. La Dirección de la Circulación y de la Policía Routière (DCPR) - Dirección General de Tráfico y Autopistas
2. La Dirección de Protección Ciudadana y Secours (DPCS) - Dirección de Defensa Civil y Rescate
3. La Dirección de la Seguridad Pública y el Orden de la Orden (DSPMO) - La Seguridad Pública y el Mantenimiento de la Dirección del Orden
4. La Direction des Services Territoriaux (DST) - Dirección de Servicios Territoriales
5. La Dirección de la Policía de Mer, de l'Air, des Frontières, de la migration et des Forêts. (DPM-A-Ff-Mi-Fo) La Dirección de Policía de Agua, Aire y Fronteras

### Unidades Especiales de Policía administrativa
1. Le Corps d'Intervention et de Maintien de l'Ordre (CIMO) - Intervención y mantenimiento de Order Corps (Policía antidisturbios)
2. Le Groupe d'Intervention de la Police Nationale d'Haïti (GIPNH) - Grupo de Intervención de la Policía Nacional, el equipo SWAT nacional.
3. L'Unité de Sécurité Générale du Palais National (USGPN) - Unidad de Seguridad General del Palacio Nacional (USGPN)
4. Le Corps des Sapeurs-Pompiers y de Police-Sécours (CSP-PS) - Brigada de bomberos y la policía de emergencia
5. L'Unité de Sécurité de la Direction Générale (USDG) - Unidad de Seguridad de la Dirección General (USDG)
6. L'Unité de la Sécurité du Conseil Electoral Provisoire - Unidad de Seguridad del Consejo Electoral Provisional
7. L'Unité de la Sécurité Judiciaire (USJ) - Unidad de Seguridad Judicial
8. L'Unité de Sécurité Diplomatique (USD) - Unidad de Seguridad Diplomática
9. Le Commissariat de l'Aéroport (CA) - La Comisión aeroportuaria
10. Le Commissariat de Malpasse (CM) - El comisario de Malpasse
11. Le Commissariat des Gardes-Côtes (CGC) - Comisión de la Guardia Costera
12. El Servicio de Permiso para portar armas de fuego (SPPAF)
13. L'Unité de Sécurité de l'INARA, chargée de sécuriser le programa de la réforme agraire - INARA Unidad de seguridad responsable de la seguridad del programa de reforma agraria
14. L'Unité de Sécurité et de Garde Présidentielle (USP), encargado de la protección del Chef de l'Etat - Unidad de Seguridad y Guardia Presidencial (USP), responsable de la protección del Presidente de Haití
15. El Servicio Nacional de Lutte Contre Incendie (SNI), encargado de combatir los incendios - El Servicio Nacional de Control Contra el Fuego (NIS), responsable de la lucha contra incendios
16. La Police de l'air, chargée de surveiller les frontières aériennes; (PA) - La policía para patrullar el aire, para controlar las fronteras aéreas;

### Policía Judicial
Direction Centrale de la Police Judiciaire or DCPJ (Dirección Central de la Policía Judicial) es el servicio de detectives de la Policía de Haití. Tiene seis (6) oficinas en treinta secciones o servicios, y doscientos sesenta y nueve empleados. Se localiza Clercine, una extensión de la terminal Guy Malary y se aloja en un edificio de mil metros cuadrados. Todas las unidades de DCPJ están alojadas juntas desde septiembre de 2005, con la excepción del Centro de Ciencia y Tecnología de la Policía. Anteriormente el DCPJ compartió la sala con la Dirección Departamental de Occidente se traslada más de dos años hacia el centro de la ciudad.
La misión de la Dirección Central de Policía Judicial es encontrar a los responsables de los crímenes, reunir pruebas e indicios para llevarlos ante su juez natural dentro del plazo fijado por la ley. Cumple su función principalmente en el ámbito de la delincuencia organizada grave. También es responsable de la lucha contra la delincuencia transnacional en cooperación con Interpol.
Además, la diversidad de delitos y delincuentes facilita el cambio de método y procedimiento necesario para imponer al DCPJ el deber de disponer de organismos especializados en la lucha contra el crimen organizado para llevar a cabo su misión.
La Policía Judicial incluye los siguientes servicios:
- Le Bureau des Affaires Criminelles (BAC) - La Oficina de Asuntos Criminales
- La Brigade de Recherche et d'Intervention (BRI) - Brigada de Investigación e Intervención
- Le Bureau de Renseignements Judiciaires (BRJ) - La Oficina de Información Judicial
- La Brigade de Protection des Mineurs (BPM) - La Brigada de Protección de Menores
- La Brigade de Lutte contre le Trafic de Stupéfiants (BLTS) - El control de la brigada de narcotráfico
- Oficina de la Policía Científica y Técnica (BPST) - La Oficina Científica y Técnica de la Policía
- Le Bureau des Affaires Financières et Economiques (BAFE) - La División de Asuntos Financieros y Económicos
- La Cellule Contre Enlèvement (CCE) - Célula contra el secuestro

### Organización regional
Estas son las fuerzas policiales para los departamentos de Haití. Los departamentos están divididos en 41 oficinas del distrito y 133 oficinas comunitarias.
1. Dirección Département de L'Ouest o DDO (Dirección del Departamento del Oeste)
2. Dirección Département de L'Artibonite o DDA (Dirección Departamento de Artibonite)
3. Dirección Département du Nord-Est o DDNE (Dirección Departamento del Nordeste)
4. Dirección Département du Nord o DDN (Departamento de Dirección del Norte)
5. Dirección Département du Sud Est o DDSE (Dirección Departamento del Sudeste)
6. Dirección Département du Nord-Ouest o DDNO (Dirección Departamento del Noroeste)
7. Dirección Département du Centre o DDC (Departamento de Dirección del Centro)
8. Dirección Département de La Grande-Anse o DDGA (Dirección Departamento de la Gran Manija)
9. Dirección Département du SUD o DDS (Dirección Departamento del Sur)
10. Dirección Département des Nippes o DDnippes (Dirección Departamento de Nippes)

### Unidades paramilitares
La Policía Nacional de Haití mantiene varias unidades paramilitares para la defensa del estado caribeño.

### Guardia costera
La Policía Nacional de Haití tiene un servicio de guardacostas. Actualmente tiene doce puestos de centinelas en la costa  y siete barco patrulleras rápidas. Sus principales funciones son la aplicación de la ley y la vigilancia de las aguas de Haití
.

## Reclutamiento
La creación, capacitación y despliegue de los primeros contingentes de la PNH, como nueva fuerza policial separada del Ejército haitiano, planteó cuestiones difíciles para las decisiones sobre la integración de ex oficiales militares con experiencia en Asuntos de Policía en las filas de la nueva Policía Nacional de Haití, ya que era importante no importar las prácticas abusivas que han hecho la reputación de algunos ex miembros de las Fuerzas Armadas. Además, la atención a la recompensa ejecutiva de la militancia haitiana de sus partidarios mediante la concesión de puestos en la administración pública, incluida la PNH, había influido en gran medida la contratación de nuevos oficiales haitianos.
La obediencia personal exigida a los nuevos egresados de la academia y la academia de policía por el Jefe de Estado dificultaba la formación y el seguimiento efectivo de los miembros de la policía. Esto resultó en un oficial de personal cuya formación y ética son inadecuadas, y que una fracción significativa está relacionada con los abusos de los derechos humanos, el tráfico de drogas, el enriquecimiento ilícito y la mayoría de los crímenes viciosos, incluyendo la última moda es decir el secuestro de ciudadanos pacíficos y honestos, Así como sus esposas y sus hijos.
En la contratación de miembros, incluida la transferencia o la promoción de cualquier miembro a una nueva asignación, la PNH:
- Utilizará las disposiciones constitucionales, las leyes de la República y sus normas internas para rechazar toda injerencia de las autoridades políticas en el funcionamiento eficiente de la institución policial, especialmente en lo que se refiere a la gestión de sus recursos humanos;
- Utilizará medios modernos de comunicación, incluidos los medios de comunicación, para informar a la población, de la manera más completa y transparente sobre sus objetivos de contratación y oportunidades de empleo en general, a fin de igualar las posibilidades de participación de cualquier persona cualificada;
- Fortalecerá el proceso de selección de todos los candidatos para una carrera en la institución policial, tanto personal de prerrequisito, documentación de apoyo requerida, como exámenes escritos, médicos, físicos y psicológicos, incluyendo una verificación adicional de la historia personal de los candidatos, A su desempeño en empleos anteriores, delitos en general, abuso de derechos humanos y violencia doméstica;
- Aplicará pruebas, normas y reglamentos uniformes y coherentes relacionados con la contratación;
- Capacitará a los gerentes y demás empleados de la institución a un reclutamiento eficiente, imparcial y profesional del personal;
- Buscará asistencia extranjera, según sea necesario, para fortalecer la capacidad de gestión del proceso de reclutamiento, particularmente en lo que se refiere a la verificación de la historia personal del candidato, las habilidades y el perfil psicológico de los candidatos.

## Armas
- IMI Galil
- Fusil R4
- Fusil M16
- Heckler & Koch G3
- FN MAG
- Fusil Automático Browning
- T65
- Pistola M1911
- Ametralladora Browning M1919
- Uzi
- Ametralladora M60
- Carabina M4
- Benelli M4
- Fusil M14

## Academia de Policía de Haití
En la Academia de Policía es importante modernizar los planes de estudios y los programas de capacitación en gestión y fortalecer la capacidad de la administración haitiana. En Haití, la necesidad urgente de personal de policía había ayudado a capacitar a más de 5.000 policías en seis meses como parte de un programa de capacitación administrado principalmente por donantes internacionales. La Academia de Policía de Haití está bajo el control de la Policía Nacional de Haití, que nombra al director con la aprobación del Consejo Superior de la Policía Nacional (CSPN).
Formado en 1994, la Academia acogió a su primer director en mayo de 1995, y fue transferir la responsabilidad de la formación de la policía nacional a partir de 1998 bajo la supervisión de los instructores haitianos en lugar de instructores extranjeros ICITAP. En 2006, la presencia de un gran contingente de policías extranjeros dentro de la misión de la MINUTAH y la policía civil de la ONU, es una oportunidad para la creación de capacidades haitianas, el desarrollo del currículo, la enseñanza y la administración de la Academia Nacional de Policía. Los objetivos específicos de la reforma incluyen:
- Fortalecer el currículo de capacitación básica a un estándar equivalente a los mejores estándares y prácticas;
- Aumento de la cooperación internacional en materia de desarrollo curricular para la formación básica y la práctica docente;
- La revisión de la estructura y las prácticas administrativas de la Academia Nacional de Policía, a la paridad con las instituciones internacionales como la mejor.